# Tour de Constantina
El Tour de Constantina és una competició ciclista per etapes que es disputa als voltants de Constantina (Algèria). Es corre des del 2014, al mes de març. La cursa forma part de l'UCI Àfrica Tour.

## Palmarès
| Any  | Vencedor               | Segon               | Tercer                |
| ---- | ---------------------- | ------------------- | --------------------- |
| 2014 | Sergey Belykh          | Thomas Lebas        | Miyataka Shimizu      |
| 2015 | Amanuel Gebrezgabihier | Abdelmalek Madani   | Abderrahmane Mansouri |
| 2016 | Tomas Vaitkus          | Jesús Alberto Rubio | Essaïd Abelouache     |